# NXT TakeOver: In Your House 2020
NXT TakeOver: In Your House è stata la ventinovesima edizione della serie NXT TakeOver e la prima sotto il nome In Your House, prodotta dalla WWE per il roster di NXT, e trasmessa in diretta sul WWE Network. L'evento si è svolto il 7 giugno 2020 alla Full Sail University di Winter Park, Florida.
A causa della pandemia di COVID-19 e delle misure necessarie per farvi fronte, l'evento si è svolto con la sola presenza del personale autorizzato e a porte chiuse. Alcuni atleti del Performance Center, comunque, hanno potuto assistere all'evento.
Si è trattato del primo In Your House fin dai tempi di St. Valentine's Day Massacre: In Your House del 1999.

## Storyline
Nella puntata di NXT dell'8 aprile Io Shirai vinse un Ladder match che comprendeva anche Mia Yim, Dakota Kai, Tegan Nox, Candice LeRae e Chelsea Green, diventando così la prima sfidante all'NXT Women's Championship di Charlotte Flair. Nella puntata di NXT del 6 maggio Shirai affrontò Flair per il titolo, ma trionfò solamente per squalifica (e senza quindi conquistare la cintura) dopo che Flair la colpì con un bastone da kendo. Al termine dell'incontro, Rhea Ripley, la quale perse il titolo contro Flair a WrestleMania 36, salvò Shirai dal brutale attacco della campionessa. Nella puntata di NXT del 20 maggio Ripley e Shirai si scontrarono per determinare l'avversaria di Flair, ma l'incontro terminò in no-contest a causa dell'intervento della stessa Flair, che attaccò entrambe. Ciò portò all'annuncio di un Triple Threat match tra Flair, Ripley e Shirai con in palio l'NXT Women's Championship per In Your House.
Nella puntata di NXT del 5 febbraio il rientrante Velveteen Dream attaccò a sorpresa l'Undisputed Era, col chiaro intento di puntare all'NXT Championship di Adam Cole. Dopo aver riportato diverse vittorie sui membri dell'Undisputed Era nel corso dei mesi successivi, anche grazie all'aiuto di Dexter Lumis, Dream ottenne il suo match per il titolo nella puntata di NXT del 6 maggio, dove fu però Cole a prevalere in maniera scorretta. Nella puntata di NXT del 27 maggio Cole accettò di mettere in palio l'NXT Championship contro Dream a In Your House, a patto che, in caso di sua vittoria, Dream non avrebbe più potuto sfidarlo per il titolo finché lui fosse rimasto campione. Dopo aver avuto il consenso del General Manager William Regal, fu ufficializzato un Last Chance Backlot Brawl tra Cole e Dream con in palio l'NXT Championship per In Your House.
Nella puntata di NXT del 15 aprile Tommaso Ciampa fu brutalmente attaccato nel backstage da un assalitore misterioso, il quale si rivelò poi essere il debuttante Karrion Kross. Ciampa tornò in seguito durante la puntata di NXT del 20 maggio, dove sfidò Kross ad un match per In Your House e quest'ultimo accettò.
Nella puntata di NXT del 13 maggio Damian Priest attaccò alle spalle Finn Bálor, colpendolo poi con la Reckoning e costandogli la vittoria nel suo match con Cameron Grimes. Dopo che Priest rivelò di essere stato colui che mise segretamente fuori gioco Bálor il mese precedente, fu sancito un match tra i due per In Your House.
A completare la card dell'evento furono il match per l'NXT North American Championship tra il campione Keith Lee e lo sfidante Johnny Gargano e un Six-woman Tag Team match che vide Mia Yim, Shotzi Blackheart e Tegan Nox contrapposte a Candice LeRae, Dakota Kai e Raquel González.

## Risultati
| # | Match                                                                                              | Stipulazioni                                       | Durata |
| - | -------------------------------------------------------------------------------------------------- | -------------------------------------------------- | ------ |
| 1 | Mia Yim, Shotzi Blackheart e Tegan Nox hanno sconfitto Candice LeRae, Dakota Kai e Raquel González | Six-woman Tag Team match                           | 09:50  |
| 2 | Finn Bálor ha sconfitto Damian Priest                                                              | Single match                                       | 13:07  |
| 3 | Keith Lee (c) ha sconfitto Johnny Gargano                                                          | Single match per l'NXT North American Championship | 20:35  |
| 4 | Adam Cole (c) ha sconfitto Velveteen Dream                                                         | Last Chance Backlot Brawl per l'NXT Championship   | 14:55  |
| 5 | Karrion Kross (con Scarlett) ha sconfitto Tommaso Ciampa per Sottomissione Tecnica                 | Single match                                       | 06:10  |
| 6 | Io Shirai ha sconfitto Charlotte Flair (c) e Rhea Ripley                                           | Triple Threat match per l'NXT Women's Championship | 17:35  |